# ジョセフ・シェルビー
ジョセフ・オービル・"ジョー"・シェルビー（Joseph Orville "Jo" Shelby, 1830年12月12日 - 1897年2月13日）は、アメリカ合衆国出身の軍人。南北戦争中、アメリカ連合国陸軍（南軍）の将校として騎兵隊を率いた。ミシシッピ川流域戦線における活動が特に知られる。

## 初期の経歴
1830年、ケンタッキー州レキシントンにて生を受ける。シェルビー家は、当時のケンタッキー州で最も裕福かつ影響力のある名家の1つだった。ジョセフが5歳の頃に父が死去し、以後は継父のもとで育てられた。トランシルヴァニア大学を卒業後、1852年までは縄職人（rope manufacturer）として働く。その後、ミズーリ州ウェイブリーに移り、ミズーリ川を行き来する蒸気船の水夫として働く。同時期には、麻農場、縄工場、製材所なども経営した。

## ミズーリ＝カンザス州界戦争
「血を流すカンザス」最中の1850年代中頃、シェルビーは奴隷制支持を掲げたブルー・ロッジ（Blue Lodge）なるグループをウェイブリーにて立ち上げると共に、ボーダー・ラフィアンズの一団を率いていた。シェルビーによるカンザスに対する最初の政治的関与は、準州議会選挙最中の1855年3月30日にローレンスで行われた。この選挙では、カンザスでの居住実態がないミズーリ州民による不正投票が横行していた。彼らからの脅迫に晒された選挙管理当局が、居住宣誓の確認を取りやめたためである。また、シェルビーやミズーリ州民のグループは、奴隷制廃止派に対する嫌がらせを繰り返していたが、これを妨げようとする者はほとんどいなかったという。
州界戦争におけるこうした振る舞いは、彼の事業の評判を毀損するだけではなく、義理の兄弟だったヘンリー・ハワード・グラッツ（Henry Howard Gratz）との決別に繋がった。1855年、新設したばかりの製材所が全焼し、現場には放火を示唆する証拠が残されていた。この製材所は保険を掛けられていなかったため、シェルビーは9,000ドルを超える損失を被った。グラッツは故郷レキシントンへと戻り、シェルビーは1860年2月に事業を競売に掛けた。

## 結婚
1857年7月22日、ジョセフ・シェルビーはエリザベス・ナンシー・シェルビー（Elizabeth Nancy Shelby）と結婚。彼女はジョセフの従兄弟の娘だった。結婚式は大きな蒸気船の上で行われ、新婚旅行の行き先はセントルイスだった。エリザベスはベティ（Betty）やベッツィ（Betsy）の愛称で呼ばれ、ジョセフよりもずっと若かったと伝えられている。

## 南北戦争
1861年4月、アメリカ連合国（南軍）によるサムター要塞砲撃を経て、ミズーリ州知事クレイボーン・フォックス・ジャクソンは、エイブラハム・リンカーン大統領による要請を却下し、州内の合衆国勢力の排除に乗り出した。州民兵および合衆国民兵の間で起こったセントルイス造兵廠を巡る衝突は、キャンプ・ジャクソン事件および分離支持派民兵たるミズーリ州防衛隊の創設に繋がった。
シェルビーは州防衛隊にてラファイエット郡騎馬歩兵隊（Lafayette County Mounted Rifles）を編成し、指揮官たる大尉に選出された。同隊はカーシージ、ウィルソンズ・クリーク、ピーリッジなどの戦闘に参加した。1862年、大佐に昇進すると共に連合国陸軍騎兵連隊の指揮官たる肩書を得て、連隊のあるラファイエット郡に向かう。連隊をアーカンソーへと無事に撤退させた後、シェルビーは新設連隊で構成された1個旅団の指揮官に任命された。
1863年秋、シェルビーは彼の名から「シェルビーの鉄の旅団」（Shelby's Iron Brigade）として知られたミズーリ志願兵らから成る部隊を率い、騎兵によるものとしては当時史上最長とされた襲撃作戦を指揮し、同作戦は後にシェルビーの襲撃（Shelby's Raid）として知られることとなる。1863年9月22日から11月3日に掛けて、旅団はミズーリ州内を1,500マイル行軍し、1,000人以上の北軍兵士を殺害、推定2,000,000ドル以上相当の北軍側物資・財産を破壊ないし鹵獲した。1863年12月15日、襲撃作戦における功績のため、准将に昇進した。
1864年、北軍のフレデリック・スティール将軍が指揮したカムデン遠征（1864年3月23日 - 5月2日）が失敗に終わった。これはシェルビーが他の連合国軍部隊と共同のもと実施した妨害攻撃の成果である。マークスミルズの戦いの際、シェルビー率いる騎兵隊が軍用列車を襲撃して補給線を寸断した結果、スティールの隷下部隊はリトルロックへの撤退を余儀なくされた。その後派遣されたクラレンドンでは、砲艦「クイーン・シティ」の拿捕に成功した。「クイーン・シティ」は奪還を阻止するために爆破された。1864年にスターリング・プライス将軍が指揮したプライスの襲撃には、騎兵師団長として参加した。リトルブルー川の戦いやウェストポートの戦いでも戦功を立てたほか、ポトシ、ブーンビル、ウェイブリー、ストックトン、レキシントン、カリフォルニアなど、ミズーリ州各地の街で北軍守備隊を駆逐した。
1865年4月にロバート・E・リー将軍がバージニアにて降伏した後、エドマンド・カービー・スミス将軍は5月10日付でシェルビーを少将へと昇進させる命令を出した。しかし、連合国政府の崩壊により、シェルビーの正式な昇進は行われなかった。当時シェルビーの副官だったジョン・ニューマン・エドワーズは、後に『カンザスシティ・タイムス』の編集者となり、「アンチヒーロー」としてのジェシー・ジェイムズや南派ゲリラの宣伝に深く関わっていくことになる。

## 戦後
1865年6月、降伏を拒否したシェルビーと1,000人ほどの敗残兵は、南下してメキシコへと向かった。伝えられるところによると、行軍中に軍旗が合衆国軍に奪われることを恐れたシェルビーは、現在のテキサス州イーグルパス付近で軍旗をリオ・グランデ川に投げ込んだという。この時の光景を描いた絵画がイーグルパス市役所に展示されている。
降伏を拒否したシェルビーらは、「不敗」（the undefeated）の兵士として伝説化された。戦後に南部人らによって歌われた『The Unreconstructed Rebel』には、シェルビーに対する次のような言及がある。
"I won't be reconstructed, I'm better now than then.

And for a Carpetbagger I do not give a damn.

So it's forward to the frontier, soon as I can go.

I'll fix me up a weapon and start for Mexico."
シェルビーはメキシコ皇帝マクシミリアーノ1世の元、外人部隊としての従軍が認められることを期待していた。マクシミリアーノ1世は元連合国軍兵士らをメキシコ軍に編入することを拒否したが、ニューバージニア植民地計画のために用意されていた土地のうち、ベラクルスからほど近いアメリカ人集落に留まることを許可した。2年後、マクシミリアーノ1世の処刑と帝政崩壊の中で駐留許可は取り消された。このシェルビーと敗残兵らの顛末をモチーフとした映画として、彼らを指す「不敗」の語をタイトルに用いた『大いなる男たち』（The Undefeated）がある。
1867年にミズーリへと戻ったシェルビーは再び農場の経営を始めた。1883年、元南派ゲリラ兵フランク・ジェイムズの裁判に証人として出廷。1893年、ミズーリ西部地区の連邦保安官となり、死去まで務めた。この際、事務所で黒人を採用したため、周囲から多少の反発を受けたものの、シェルビーがこれを撤回することはなかった。

## 死去

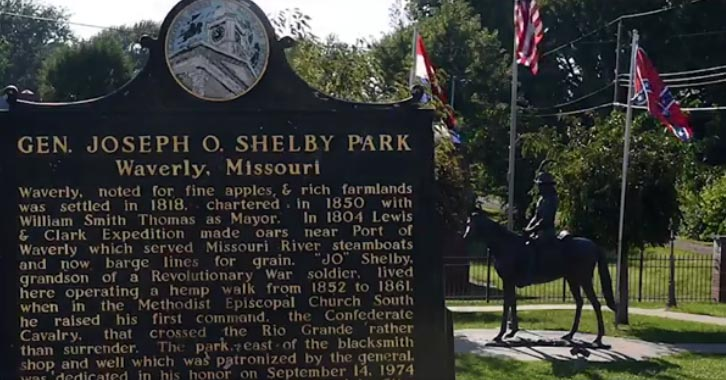
ジョセフ・シェルビー・パーク

1897年、ミズーリ州エイドリアン近くの私有農場にて、肺炎により死去した。遺体はカンザスシティのフォレスト・ヒル墓地（Forest Hill Cemetery）に埋葬された。